# Surella Morales
Surella Morales Rosillo (* 16. Juni 1963 in Cerro, Havanna) ist eine ehemalige kubanische Sprinterin.
1995 siegte sie bei den Panamerikanischen Spielen in Mar del Plata in der 4-mal-400-Meter-Staffel und gewann bei den Leichtathletik-Zentralamerika- und Karibikmeisterschaften Bronze über 400 m.
1996 holte sie bei den Iberoamerikanischen Meisterschaften Bronze über 200 m und kam bei den Olympischen Spielen in Atlanta mit der kubanischen 4-mal-400-Meter-Stafette auf den sechsten Platz.

## Persönliche Bestzeiten
- 200 m: 23,11 s, 12. Mai 1996, Medellín
- 400 m: 51,51 s, 2. März 1996, Camagüey